# IEEE 802.1X
802.1X est un standard lié à la sécurité des réseaux informatiques, mis au point en 2001 par l'IEEE (famille de la norme IEEE 802).
Il permet de contrôler l'accès aux équipements d'infrastructures réseau (et par ce biais, de relayer les informations liées aux dispositifs d'identification).

## Principe général de fonctionnement
En s'appuyant sur le protocole EAP pour le transport des informations d'identification en mode client/serveur, et sur un serveur d'authentification (tel que RADIUS, TACACS, CAS, etc.) le déploiement de l'IEEE 802.1X fournit une couche de sécurité pour l'utilisation des réseaux câblés et sans fil.
Si un équipement réseau actif, tel qu'un commutateur réseau ou une borne Wi-Fi est compatible avec la norme IEEE 802.1X, il est possible de contrôler l'accès à chacun de ses ports (PAE : Port Access Entity).
Indépendamment du type de connexion, chaque port se comporte alors comme une bascule à deux états : un état contrôlé en cas de succès d'identification et un état non contrôlé.

## Principe de mise en œuvre
La mise en œuvre d'un contrôle d'accès par port 802.1X nécessite l'activation du standard IEEE 802.1X sur :
- les commutateurs réseau ou les points d’accès sans fil (clients d'identification) ;
- chaque point terminal appelé « supplicant » en EAP ordinateur hôte (et éventuellement chaque imprimante, PDA, équipement VOIP, etc.) ;
- le serveur d'identification chargé de valider l'identité de l'utilisateur du port ; la norme 802.1X ne présente qu'un seul exemple de protocole : RADIUS, seule mise en œuvre actuelle.

## Compatibilité du matériel réseau
Tous les matériels n'intègrent pas forcément le standard 802.1x sur leurs équipements. Cependant, les grands fabricants informatiques l'intègrent depuis quelques années dans leurs nouveaux modèles.
Les serveurs RADIUS récents gèrent le 802.1X, avec des variations sur les protocoles EAP acceptés : seulement PEAP version Microsoft avec EAP-MS-CHAP-V2 en identification interne par exemple pour le serveur RADIUS IAS livré avec les serveurs Microsoft (jusqu'à la version Windows Server 2003, appelé ensuite NPS pour Network Policy Server à partir de la version Windows Server 2008).

## Compatibilité des systèmes d'exploitation
- La société Apple annonce que OS X et iOS supportent le 802.1X et les différentes formes d'authentification, notamment WPA2 Entreprise[2].
- Android supporte le 802.1X EAP[3], utilisé notamment par free mobile.
- Microsoft annonce que Windows 11, Windows 10, Windows 8, Windows 7 et Windows Vista supportent le 802.1X basé sur EAP et PEAP[4].

Les systèmes d'exploitation récents disposent d'un « supplicant » 802.1X : Windows depuis XP, distributions Linux, Mac OS ; là aussi des variations sur les protocoles EAP pris en charge, notamment seulement PEAP version Microsoft et EAP-MS-CHAP-V2 pour le supplicant livré avec Windows[réf. nécessaire].